# Capital (fortificación)
En el ámbito militar se llama capital a la línea recta horizontal imaginaria comprendida entre el punto de reunión de dos medias de una pieza de fortificación y el ángulo saliente de la misma. 
Se llama capital porque sirve para determinar la extensión de un bastión, de un reducto, etc. 
- En el bastión es la parte del radio comprendida entre el ángulo del polígono interior y el ángulo correspondiente del polígono exterior.
- En la media luna es la línea comprendida entre el ángulo entrante de la contraescarpa y el ángulo saliente de la media luna
- En los baluartes, la capital se supone tirada o comprendida desde el ángulo flanqueado de aquel hasta la gola del mismo.

La capital es la que determina la capacidad de dichas fortificaciones y sirve para trazar el primer ramal de la trinchera que se construye contra una plaza sitiada. 